# Banff (Alberta)
Banff ist die größte Ortschaft innerhalb des Banff-Nationalparks in der kanadischen Provinz Alberta.
Banff liegt in einer Höhe von 1399 m am Osthang der Rocky Mountains, etwa 140 km westlich von Calgary am Trans-Canada Highway (Highway 1) und 58 km südöstlich vom Lake Louise, am Bow River. In der Nähe der Stadt liegt der Johnson Lake.
Den Status einer Kleinstadt (Town) hat die Siedlung seit 1990.

## Geschichte

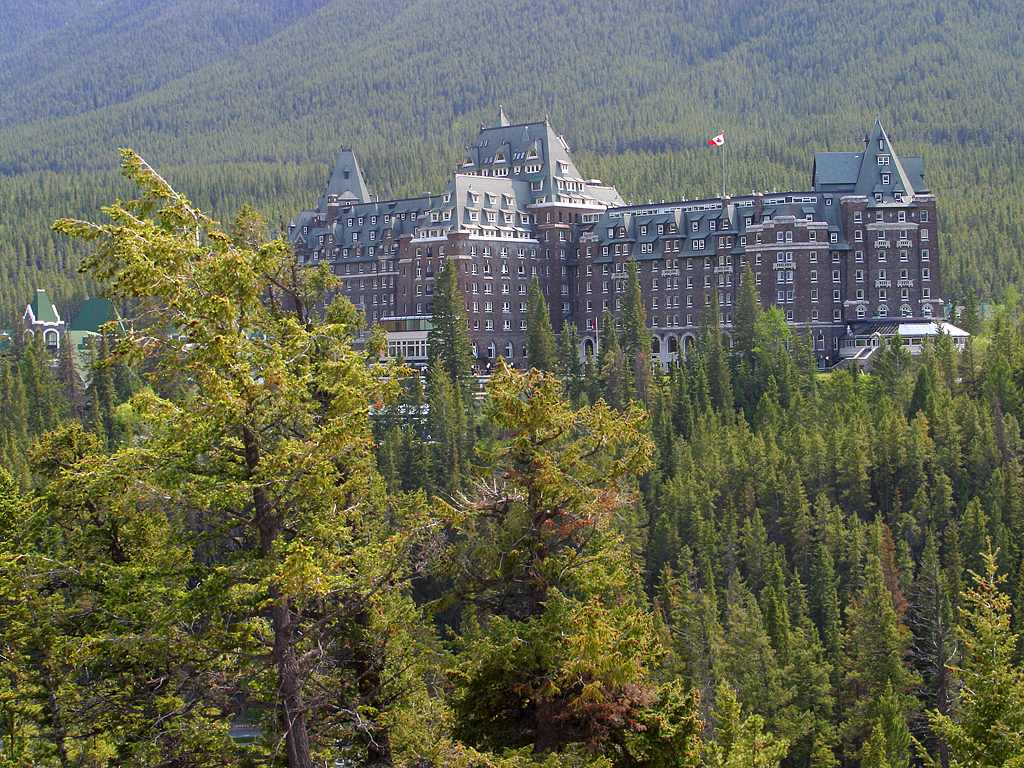
Das Banff Springs Hotel im Nationalpark Banff

Banff erhielt seinen Namen im Jahr 1884 durch einen ehemaligen Direktor der Canadian Pacific Railway (CPR), Lord Stephen, bzw. nach seiner schottischen Geburtsstadt Banff.
Im Jahr 1888 wurde das, im Auftrag der CPR errichtete, Banff Springs Hotel (heute Fairmont Banff Springs Hotel) eröffnet. Dieses ursprüngliche Hotel brannte 1926 nieder und wurde 1928 durch einen neuen Bau im schottischen Baroniestil ersetzt. Der Neubau wurde dann am 24. Juni 1988, unter dem Namen Banff Springs Hotel National Historic Site of Canada, in das Verzeichnis der National Historic Site of Canada aufgenommen.
Weitere Objekte in der Gemeinde bzw. am Stadtrand gehören zu den örtlichen nationalen historischen Stätten, dies sind:
- die Cave and Basin National Historic Site, eine heiße Quelle mit einem Schwimmbad und Badehaus
- die Banff Park Museum National Historic Site, ein zweistöckiges, rustikales Gebäude mit Blockhausfassade, welches das Parkmuseum beherbergt
- die Sulphur Mountain Cosmic Ray Station National Historic Site of Canada, eine ehemalige Forschungsstation zu kosmischer Strahlung, nahe dem Gipfel des Sulphur Mountain

## Demographie
Der Zensus im Jahr 2021 ergab für die Kleinstadt eine Bevölkerung von 8305 Einwohnern, nachdem der Zensus im Jahr 2016 für die Gemeinde noch eine Bevölkerung von nur 7851 Einwohnern ergeben hatte. Die Bevölkerung hat damit im Vergleich zum letzten Zensus im Jahr 2016 etwas stärker als der Trend in der Provinz um 5,8 % zugenommen, während der Provinzdurchschnitt bei einer Bevölkerungszunahme von 4,8 % lag. Im letzten Zensuszeitraum von 2011 bis 2016 hatte die Bevölkerung noch stark unterdurchschnittlich um 3,5 % zugenommen, bei einer durchschnittlichen Bevölkerungszunahme von 11,6 % in der Provinz.
Im Rahmen des „Census 2021“ wurde für die Gemeinde ein Medianalter von 36,8 Jahren ermittelt. Das Medianalter der Provinz lag 2021 bei 38,4 Jahren. Das örtliche Durchschnittsalter lag bei 39,8 Jahren, bzw. bei 39,0 Jahren in der Provinz. Beim „Census 2016“ wurde für die Gemeinde noch ein Medianalter von 35,2 Jahren ermittelt und für die Provinz von 36,7 Jahren, sowie ein örtliches Durchschnittsalter von 37,5 Jahren bzw. von 37,8 Jahren in der Provinz.

## Natur
Von der Stadt aus sind verschiedene Berggipfel zu sehen, einschließlich des 2998 m hohen Cascade Mountain und des Mount Norquay. Eine Berggondel – ursprünglich eine Anlage nach dem System Bell/Wallmannsberger – führt seit 1959 auf den nahe gelegenen, 2451 m hohen Sulphur Mountain.
Das rasche Wachstum der Stadt Banff in den letzten Jahren hat die Befürchtung genährt, die unberührte Natur des gleichnamigen Naturparks könnte Schaden nehmen. Die Bundesregierung hat daher einschränkende Maßnahmen ergriffen, unter anderem festgelegt, dass nur diejenigen Bürger ihren Wohnsitz in Banff nehmen dürfen, die dort auch einen Arbeitsplatz haben. Die Volkszählungen von 2001 und 2006 weisen dementsprechend einen Bevölkerungsrückgang von 7135 auf 6700 aus.

## Kultur
Seit 1976 findet jährlich das Banff Mountain Film Festival statt, seit 1979 das Banff World Television Festival als internationales Treffen der Fernsehbranche.
Seit 1933 ist in der Kleinstadt das Banff Centre for Arts and Creativity – es trug im Laufe der Zeit verschiedene Namen – ansässig; heute ist es eine Einrichtung der University of Calgary.

## Verkehr
Straßenverkehrstechnisch liegt die Gemeinde am in Ost-West-Richtung verlaufenden Alberta Highway 1, welcher hier die südwestlicher Route des Trans-Canada Highways ist. Wenige Kilometer westlich der Gemeinde zweigt von diesen der westliche Abschnitt des Alberta Highway 1A, der „Bow Valley Parkway“ ab.
Bis 1990 stoppte der Fernreise- und Luxuszug The Canadian auf der Canadian-Pacific-Strecke über Regina und Calgary jeweils auch in Banff. Aufgrund einer Fahrplanänderung verkehrt dieser unter Umgehung Banffs auf der nördlicher gelegenen Strecke der Canadian National über Saskatoon und Edmonton. Der Personenbahnhof wird seitdem vornehmlich von Rocky-Mountaineer-Zügen genutzt.

## Klimatabelle
|                       | Jan   | Feb   | Mär  | Apr  | Mai  | Jun  | Jul  | Aug  | Sep  | Okt  | Nov  | Dez   |   |       |
| Mittl. Tagesmax. (°C) | −4,6  | −0,4  | 4,5  | 9,5  | 14,5 | 18,5 | 21,9 | 21,3 | 16,3 | 10,1 | 0,2  | −5,1  | ⌀ | 8,9   |
| Mittl. Tagesmin. (°C) | −14,1 | −11,6 | −7,3 | −2,5 | 1,7  | 5,4  | 7,4  | 6,9  | 2,7  | −1,3 | −8,4 | −13,3 | ⌀ | −2,8  |
|                       |       |       |      |      |      |      |      |      |      |      |      |       |   |       |
| Niederschlag (mm)     | 27,5  | 21,9  | 23,4 | 32,4 | 59,6 | 61,7 | 54,2 | 60,1 | 42,1 | 29,4 | 26,8 | 33,2  | Σ | 472,3 |
|                       |       |       |      |      |      |      |      |      |      |      |      |       |   |       |
| Sonnenstunden (h/d)   | 1,9   | 3,3   | 4,1  | 5,3  | 6,5  | 6,9  | 8,2  | 6,9  | 5,7  | 4,2  | 2,7  | 1,4   | ⌀ | 4,8   |
|                       |       |       |      |      |      |      |      |      |      |      |      |       |   |       |
| Regentage (d)         | 10,7  | 9,9   | 10,2 | 10,9 | 13,4 | 15   | 14,5 | 15,0 | 11   | 9,3  | 10,0 | 11,1  | Σ | 141   |
|                       |       |       |      |      |      |      |      |      |      |      |      |       |   |       |
| Luftfeuchtigkeit (%)  | 51    | 50    | 53   | 55   | 63   | 58   | 48   | 50   | 55   | 52   | 56   | 45    | ⌀ | 53    |

| −14,1 |

| −11,6 |

| −7,3 |

| −2,5 |

| 1,7 |

| 5,4 |

| 7,4 |

| 6,9 |

| 2,7 |

| −1,3 |

| −8,4 |

| −13,3 |

| −14,1 |

| −11,6 |

| −7,3 |

| −2,5 |

| 1,7 |

| 5,4 |

| 7,4 |

| 6,9 |

| 2,7 |

| −1,3 |

| −8,4 |

| −13,3 |

## Persönlichkeiten

### Geboren in der Stadt
- John Robarts (1917–1982), Politiker und 17. Premierminister von Ontario
- Garde Gardom (1924–2013), Politiker und Vizegouverneur der Provinz British Columbia
- Craig MacKay (1927–2020), Eisschnellläufer
- Karen Percy (* 1966), Skirennläuferin
- Cary Mullen (* 1969), Skirennläufer
- Ryan Smyth (* 1976), Eishockeyspieler
- Stefan Kuhn (* 1979), Skilangläufer
- Paul Stutz (* 1983), Skirennläufer
- Philip Widmer (* 1983), Skilangläufer
- Heidi Widmer (* 1991), Skilangläufer
- Pearson Eshenko (* 1997), Volleyballspieler
- Finn Iles (* 1999), Mountainbiker

### Personen mit Beziehung zur Stadt
- Robert G. Brett (1851–1929), Politiker und 2. Vizegouverneur von Alberta, errang hier einen Sitz als Abgeordneter für das Provinzparlament
- Mary Schäffer (1851–1939), Entdeckerin, verbrachte hier ihre letzten Lebensjahre
- Arthur Sifton (1858–1921), Politiker und 2. Premierminister von Alberta, errang hier einen Sitz als Abgeordneter für das Provinzparlament
- Carl Rungius (1869–1959), Wildtiermaler, arbeitete von 1910 bis zu seinem Tod einen Teil des Jahres hier
- Stanley Thompson (1893–1953), Golfarchitekt, plante den örtlichen Golfplatz
- Douglas Rain (1928–2018), Theater- und Filmschauspieler, studierte an der Banff School of Fine Arts
- Muhal Richard Abrams (1930–2017), Jazzpianist, -klarinettist und Komponist, unterrichtete am Banff Centre
- John Vernon (1932–2005), Schauspieler, studierte an der Banff School of Fine Arts
- Jordan de Souza (* 1988), Dirigent und 1. Kapellmeister an der Komischen Oper Berlin, war „Resident Artist“ des Banff Centre